# 智果寺
智果寺位于中国陝西省漢中市轄洋縣城西12公里处的谢村镇智果村。2013年3月5日公布为第七批全国重点文物保护单位。

## 历史
始建于唐朝仪凤年間（676年至679年），宋代、元代重修。
明朝時，智果（生卒年不详），洋县智果寺僧人。明神宗万历十二年（1584）云游京师（北京）时，逢慈圣皇太后患眼疾，久治不愈，张榜招贤。智果揭榜应召，入宫为太后治病，用药三剂眼疾即愈。神宗朱翊钧为表谢意，于十四年颁施藏经678函（6780卷），并赐金命太监会同汉中府知府田礼门，修建藏经楼一座，御书“敕赐智果寺”匾额一面。

## 结构
现存者只有藏经楼。藏经楼三间，高约15米，长21.7米，宽18.3米，坐北向南，上下两层，单檐、斜山顶。整个构造高大雄伟，四周宽檐，黄、绿色琉璃筒瓦。